# هرمانسبورگ
هرمانسبورگ (به آلمانی: Hermannsburg) یک منطقهٔ مسکونی در آلمان است که در Südheide واقع شده‌است. هرمانسبورگ  ۸٬۰۶۱ نفر جمعیت دارد.

## خواهرخوانده
شهر Auterive خواهرخواندهٔ هرمانسبورگ هست.